# 小田切让
小田切譲（日语： Odagiri Jō，1976年2月16日—），日本男演员。出生于冈山县津山市。其妻為演員香椎由宇。

## 經歷
小田切出生於單親家庭。由于兒時母親常將他寄放在電影院，小田切從小就有機會接觸電影。在冈山县立作阳高等学校毕业后，考入了高知大学理学部，但是選擇了一个人前往美国加利福尼亚州立大学，入學就讀了舞台与艺术系，待在美国两年后便休学回国。
1999年，以舞台劇《DREAM OF PASSION》出道，翌年，因參加《假面騎士KUUGA》的主角「五代雄介」徵選試鏡而中選。2003年，演出知名導演黑澤清編導的電影《光明的未來》受到矚目，並獲得日本電影專業大獎最佳男主角獎。翌年，在上映的電影《血與骨》片中飾演北野武的兒子，雖戲份短少，但在片中的存在感表現仍獲多座電影獎的最佳男配角獎。其後，在《狸御殿》、《彩虹下的幸福》、《搖晃》等片的表現亦獲好評。
雖曾演出黃金檔電視劇，但小田切曾公開在記者會上表示，已對主演黃金時段的電視劇沒有興趣，對題材是否有興趣才是考量的首要因素。

## 個人生活
2007年12月27日，發表與演員香椎由宇的婚訊，兩人早前在電影《國寶山椒魚》合作，生日亦是同一天。
2011年2月，與香椎的第一個兒子出生。
2014年4月，二兒子出生。
2015年4月，夫妻透過經紀公司發布聲明稿，表示二兒子因絞扼性腸閉塞症開刀，最終不治，已在該月辦理完後事。
2016年8月，三兒子出生。

## 電影
- 金融腐蝕列島〔呪縛〕（1999年）
- 柏拉圖式性愛（2001年）
- 當下的戀人（目下の恋人）（2002年）
- 光明的未來（2003年）
- 百人斬I少女殺手阿莫（あずみ）（2003年）
- 血與骨（血と骨）（2004年）
- 奔放青春（パッチギ!）（2005年）
- 在池中（イン・ザ・プール）（2005年）
- 狸御殿（オペレッタ狸御殿）（2005年）
- 彩虹下的幸福(彩虹老人院)（メゾン・ド・ヒミコ）（2005年）
- 忍（2005年）
- HAZARD（2005年）
- （2005年）
- 天堂失格（SCRAP HEAVEN）（スクラップ・ヘブン）（2005年）
- 有頂天大飯店（THE 有頂天ホテル）（2006年）
- BLACK KISS（ブラックキス）（2006年）
- 大河（BIG RIVER）（2006年）
- 搖晃（2006年）
- 國寶山椒魚 （パビリオン山椒魚）（2006年）
- 蟲師（2007年）
- 東京鐵塔：老媽和我，有時還有老爸（東京タワー～オカンとボクと、時々、オトン～）（2007年）
- 轉轉（2007年）
- 悲傷假期（2007年）
- 草食男的幸福（民男的幸福年）（たみおのしあわせ）（2008年）
- 悲夢（2008年）
- 蕩寇（2009年）
- 空氣人形（空気人形）（2009年）
- 狼災記（2009年）
- 奇蹟（2011年）
- 登陸之日（2011年）
- 宅男的戀愛字典（舟を編む）（2013年）
- REAL～完美的蛇頸龍之日～（リアル～完全なる首長竜の日～）（2013年）
- 王牌巨猩（2013年）
- 人類資金（2013年）
- 渴望。（渇き。）（2014年）
- 深夜食堂 電影版（深夜食堂）（2015年）
- Present For You（2015年）
- S-終極警官-奪還（S-最後の警官-奪還）（2015年）
- 合葬（2015年）
- 藤田嗣治與乳白色的裸女（FOUJITA）（2015年）
- Over Fence（オーバー・フェンス）（2016年）
- 幸福湯屋（湯を沸かすほどの熱い愛）（2016年）
- 深夜食堂電影版2（続・深夜食堂）（2016年）
- 白色女孩（2017年）
- 南瓜與蛋黃醬（2017年）
- 淨化萬事屋 (2018年)
- 末日飛船（2018年）（特別出演）
- 花束般的戀愛（花束みたいな恋をした）（2021年1月29日） - 加持航平
- 茜色如燒（2021年5月21日） - 田中陽一

## 電視劇
- 假面騎士空我（2000年）主演
- 愛美大作戰2（2001年）
- 愛美大作戰幸福版（2001年）
- 嫉妒的香氣（2001年）
- 初體驗（2002年）
- 天體觀測（日语：天体観測 (テレビドラマ)）（2002年）
- 心靈感應（日语：サトラレ#テレビドラマ）（2002年）主演
- 顏超感應女警（日语：顔 (2003年のテレビドラマ)）（2003年）主演
- ぼくらはみんな生きている（2003年）主演
- 司法研習八人組（2003年）主演
- 新選組！（2004年）
- 不愉快的基因（2005年）
- 時效警察（2006年）主演
- 時效警察歸來（2007年）主演
- 我的妹妹（日语：ぼくの妹）（2009年）主演
- 深夜食堂（2009年）
- 熱海搜查官（日语：熱海の捜査官）（2010年）主演
- 塀の中の中学校（2010年）主演
- 大魔神華音（2010年）
- 深夜食堂2（2011年）
- 家族之歌（2012年）主演
- 都市傳說之女（2012年）
- 八重之樱（2013年）
- 大空港2013（2013年）
- S-終極警官（2014年）
- 深夜食堂3 (2014)
- 愛麗絲之棘（2014年）
- 大川端侦探社（2014年）主演
- 極惡頑暴（2014年）
- 追夢女孩（日语：夢を与える#テレビドラマ）（2015年）
- 經世濟民的男人（日语：経世済民の男） 第一篇「高橋是清」（2015年8月22日、8月29日）主演
- 糖果之家（2015年）主演
- 重版出來!（2016年）
- 刑警弓神 (2016年)
- 啦啦隊之舞（2018年）
- 時效警察2019（2019年）
- 大豆田永久子與三個前夫（2021年）
- 奧莉佛是狗，（天哪！！）這傢伙（2021年）導演兼主演
- Come Come Everybody（2021年）
- 遊戲之子（2022年）
- 魔物（2025年）友情出演

## 广告
- LifeCard
- 富士通 FOMA F902i
- 父女風景 相鐵東急直通紀念電影

## 获奖

### 2003年度
第27回日本電影金像奖 新人俳優奖

### 2004年度
第18回高崎電影節 最優秀主演男優奖
黃金飛翔獎 新人奖
第13回日本电影专业大奖 主演男優奖
第17回日刊体育电影大奖 石原裕次郎新人奖
第28回日本電影金像奖 優秀助演男優奖

### 2005年度
第78回電影旬報獎 助演男優賞
第14回東京體育報電影大獎 助演男優賞
第59回每日電影獎  助演男優賞
第47回藍絲帶獎 助演男優賞
第28回日本電影金像獎 最優秀助演男優賞

### 2015年度
第10屆首爾國際電視節 亞洲之星大賞